# Ziya Selçuk
Ziya Selçuk, né le 1er mai 1961 à Ankara, est un éducateur et homme politique turc, ministre de l'Éducation nationale de 2018 à 2021 dans le quatrième gouvernement de Recep Tayyip Erdoğan.